# انرژی خورشیدی در کره جنوبی

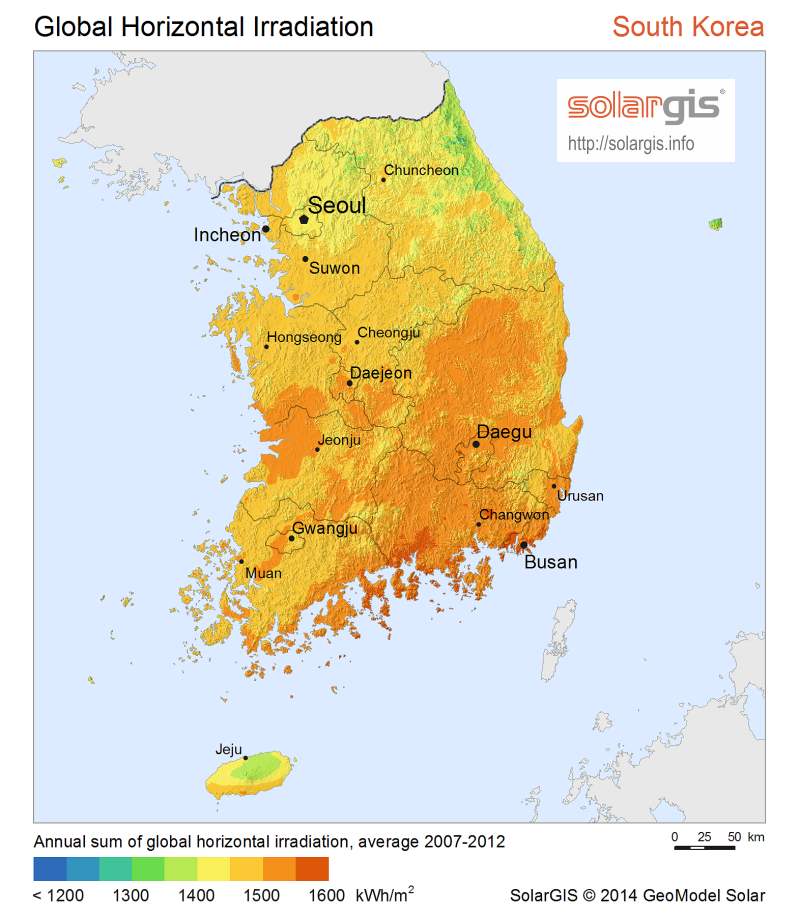
پتانسیل خورشیدی کره جنوبی

کشور کره جنوبی قصد دارد تا سال ۲۰۳۰، بیست درصد از کل انرژی مصرفی برق خود را با استفاده از انرژی‌های تجدیدپذیر (انرژی خورشیدی و بادی) تأمین کند.
وزارت انرژی این کشور گفته‌است که برای تحقق این هدف، خواستار اضافه کردن ۳۰٫۸ گیگاوات ظرفیت تولید انرژی خورشیدی و ۱۶٫۵ گیگاوات ظرفیت انرژی بادی است.

## آمار
| سال          | ۲۰۰۳ | ۲۰۰۴ | ۲۰۰۵ | ۲۰۰۶ | ۲۰۰۷ | ۲۰۰۸  | ۲۰۰۹  | ۲۰۱۰  | ۲۰۱۱  | ۲۰۱۲  | ۲۰۱۳  | ۲۰۱۴  | ۲۰۱۵  | ۲۰۱۶  | ۲۰۱۷  | ۲۰۱۸  | ۲۰۱۹  |
| ------------ | ---- | ---- | ---- | ---- | ---- | ----- | ----- | ----- | ----- | ----- | ----- | ----- | ----- | ----- | ----- | ----- | ----- |
| ظرفیت (MW)   | ۵٫۹  | ۸٫۵  | ۱۳٫۵ | ۳۵٫۸ | ۸۱٫۱ | ۳۵۶٫۸ | ۵۲۳٫۶ | ۶۵۰٫۳ | ۷۲۹٫۱ | ۱۰۲۴  | ۱٬۵۵۵ | ۲٬۴۸۱ | ۳٬۶۱۵ | ۴٬۵۰۲ | ۵٬۸۳۵ | ۸۰۹۹  | ۱۱۷۶۷ |
| تولید (GW·h) | ۷٫۷  | ۹٫۸  | ۱۴٫۳ | ۳۱٫۰ | ۷۱٫۲ | ۲۸۴٫۳ | ۵۶۶٫۱ | ۷۷۲٫۸ | ۹۱۷٫۱ | ۱٬۱۰۳ | ۱٬۶۰۵ | ۲٬۵۵۶ | ۳۹۷۹  | ۵٬۱۲۲ | ۷٬۰۵۶ | ۹٬۲۰۸ | ۱۲۹۹۶ |